# Francesco Maria Sauli
Francesco Maria Sauli, né en 1620 à Gênes et mort en 1699 à Gênes, est un homme politique italien, 134e doge de Gênes du 19 septembre 1697 au 26 mai 1699, date de sa mort avant la fin normale de son mandat.